# Гирланда, Джанфранко
Джанфранко Гирланда (итал. Gianfranco Ghirlanda; род. 5 июля 1942, Рим, королевство Италия) — итальянский кардинал, не имеющий епископской ординации, иезуит. Ректор Папского Григорианского университета с 1 сентября 2004 по 1 сентября 2010. Патрон Суверенного военного гостеприимного ордена Святого Иоанна, Иерусалима, Родоса и Мальты с 19 июня 2023. Кардинал-дьякон с титулярной диаконией Сантиссимо-Номе-ди-Джезу с 27 августа 2022.

## Кардинал
29 мая 2022 года Папа Франциск объявил, что 21 прелат будут возведены в достоинство кардиналов на консистории от 27 августа 2022 года, среди которых было названо имя и отца Джанфранко Гирланда.
27 августа 2022 года состоялась консистория на которой Джанфранко Гирланда получил кардинальскую шапку, кардинальский перстень и титулярную диаконию Сантиссимо-Номе-ди-Джезу.